# Никифоров, Василий Егорович
Василий Егорович Никифоров (род. 20 августа 1947) — советский хоккеист, вратарь.
В чемпионате СССР играл за команды СКА Ленинград (1964/65 — 1967/68) и «Крылья Советов» Москва (1968/69). В сезоне 1969/70 выступал во второй группе класса «А» за «Динамо» Ленинград.
Участник зимней Спартакиады народов СССР 1966 года в составе сборной Ленинграда (5 место).
Чемпион РСФСР — 1970.